# Bătania
Bătania (în maghiară Battonya, în sârbă Батања, cu alfabetul latin: Batanja) este un oraș în districtul Mezőkovácsháza, județul Békés, Ungaria, având o populație de 6.252 de locuitori (2011).

## Demografie
Componența etnică a orașului Bătania
     Maghiari (82,22%)
     Români (8,83%)
     Sârbi (5,45%)
     Romi (2,45%)
     Necunoscut (0,4%)
     Alții (0,65%)
Componența confesională a orașului Bătania
     Romano-catolici (33,16%)
     Fără religie (24,58%)
     Ortodocși (5,92%)
     Reformați (5,87%)
     Necunoscută (29,64%)
     Alte religii (1,84%)
Conform recensământului din 2011, orașul Bătania avea 6.252 de locuitori. Din punct de vedere etnic, majoritatea locuitorilor (82,22%) erau maghiari, existând și minorități de români (8,83%), sârbi (5,45%) și romi (2,45%). Apartenența etnică nu este cunoscută în cazul a 0,4% din locuitori. Nu există o religie majoritară, locuitorii fiind romano-catolici (33,16%), persoane fără religie (24,58%), ortodocși (5,92%) și reformați (5,87%). Pentru 29,64% din locuitori nu este cunoscută apartenența confesională.
În localitate există 2 biserici catolice, una reformată, una evanghelică, o biserică ortodoxă română și o biserică ortodoxă sârbească

În anul 1881 la Bătania locuiau 9195 de persoane, din care  5035 maghiari, 1857 sârbi, 1288 români, 456 slovaci, 67 germani și 492 din alte etnii.

## Personalități născute aici
- Ștefan Oroian (n. 1947), pictor, grafician și sculptor.
- Mihai Nicoară (1886 - 1947), deputat în Marea Adunare Națională de la Alba Iulia 1918